# Martín de Cervera

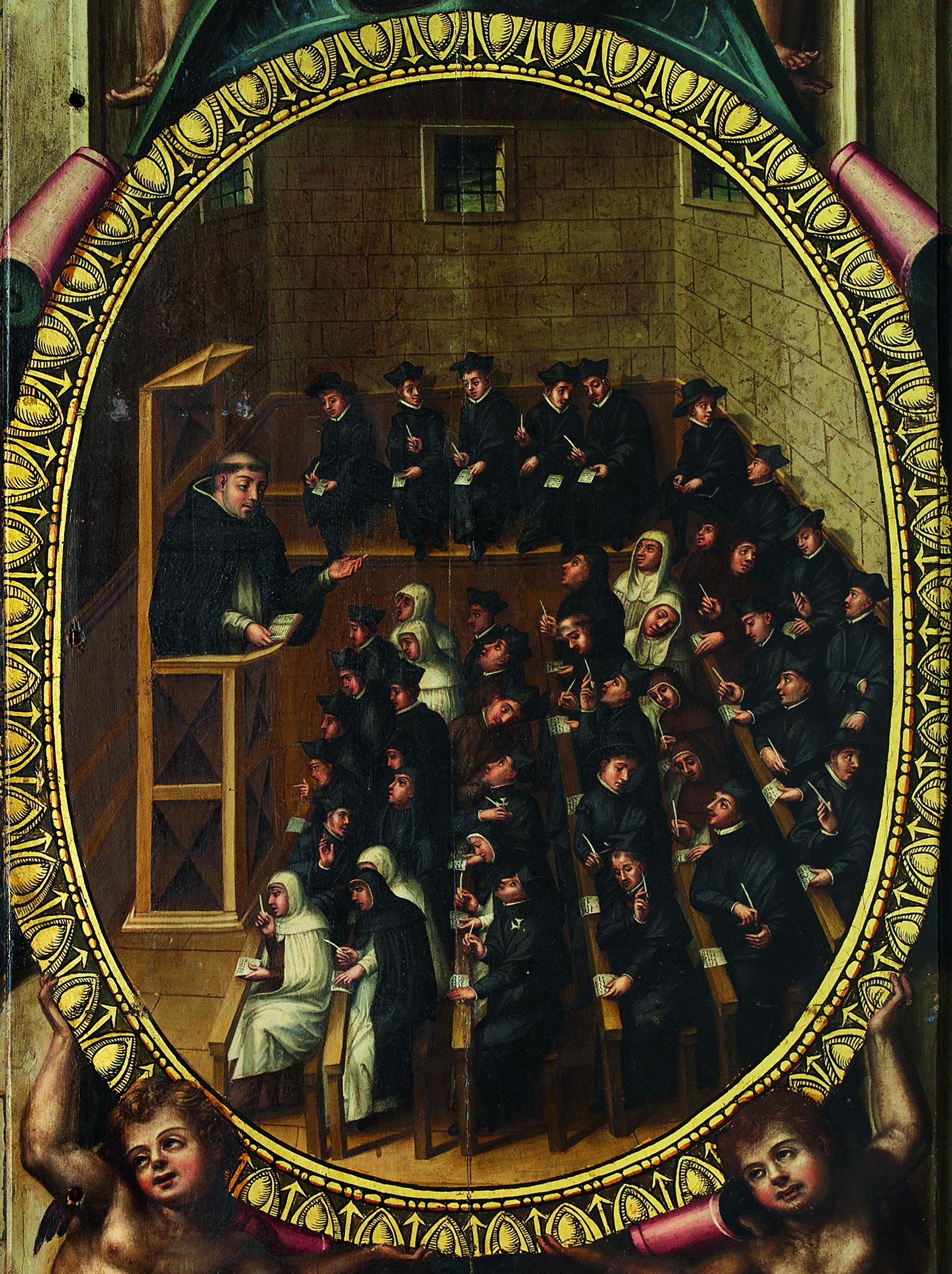
Lección de teología en la universidad de Salamanca; puertas de un armario barroco, 1614. Salamanca, Universidad, Biblioteca.

Martín de Cervera (fallecido en 1621) fue un pintor español activo en Salamanca, de estilo retardatario y preocupación por los detalles manifestada en un dibujo duro y seco tomado en ocasiones de estampas flamencas.

## Biografía
Casado con Juana de Lasarte, tuvo con ella cuatro hijos de los que el menor, Bernardo, clérigo, llegó a ocupar una cátedra en la Universidad de Salamanca. Los primeros datos documentales son de 1598, cuando recibió los primeros pagos por los retablos colaterales de Santa Catalina y de la Virgen de la iglesia parroquial de Palencia de Negrilla. Las tablas, conservadas en su lugar, estaban asentadas en sus retablos ya en 1599 aunque los pagos se alargaron hasta 1604. En 1605 tuvo que pagar 400 reales al beneficiado de Barruecopardo como fiador de su yerno el platero Juan de Palacios, quien había incumplido su compromiso de realizar una cruz de plata para la parroquial de Cereceda de la Sierra. Dos años más tarde era él quien demandaba al mayordomo de la parroquial de Narros de Matalayegua por impago de las labores de dorado y policromado del retablo.
La relación del pintor con la Universidad de Salamanca comienza documentalmente en 1611 con el encargo de las trazas del túmulo erigido por la universidad a la muerte de la reina Margarita de Austria, esposa de Felipe III. En 1614 pintó las puertas del depósito de manuscritos de la Biblioteca Universitaria de Salamanca con diversas labores decorativas y dos óvalos en los que representó sendas lecciones de Teología y Leyes en las aulas universitarias, de alto valor testimonial y torpe ejecución al fallar estrepitosamente la perspectiva lineal. Valor testimonial tiene también un lienzo pintado en grisalla que formó parte del túmulo erigido por la Universidad en las exequias de Felipe III, en el que aparece representado el rey de rodillas ante el papa, suplicando la proclamación del Misterio de la Inmaculada y el voto de la Universidad en su favor.
En 1619 contrató el retablo mayor y los colaterales de la iglesia parroquial de El Campo de Peñaranda que dejó sin concluir a su muerte en 1621, traspasados por su hijo Bernardo a Antonio González de Castro.